# Patricia Morrison
Patricia Anne Rainone, mais conhecida pelo seu nome artístico Patricia Morrison, (Los Angeles, 14 de janeiro de 1962) é uma cantora e compositora estadunidense. Participou dos grupos musicais The Bags, The Gun Club, The Sisters of Mercy e The Damned. 

## Biografia
Começou sua carreira em Los Angeles, Califórnia, no cenário punk rock em meados de sua adolescência, quando ajudou a fundar o The Bags em 1976. Deixou a banda e participou do grupo Legal Weapon, em 1981, lançando um EP intitulado "No Sorrow".
Foi convidada a aderir ao The Gun Club em 1982. Morrison saiu desse grupo após sua segunda turnê com eles, e uma outra banda a convidou, Fur Bible. Realizando a abertura do concerto da banda Siouxsie & the Banshees, Morrison foi contactada por Andrew Eldritch, pedindo-lhe para se juntar ao The Sisters of Mercy. Lá ela trabalhou nos álbuns Gift (lançado sob o título "The Sisterhood") e Floodland, de 1986. 
| “ | A escolha de Patricia Morrison como baixista - começando com o seu trabalho no álbum "Floodland" (1987) - não foi uma decisão tomada sem a sua pesagem no valor estético. Músicas, vídeos e fotografias promocionais, a perfeita garota gótica, com suas altas sobrancelhas arqueadas, lineador preto, vermelho-sangue nos lábios, cabelos esmiuçados, unhas pretas longas, uma reunião de fetiche e da renascença com roupas teatrais. | ” |

Morrison saiu do Sisters, no início da década de 1990, alegando que Eldritch não pagava as devidas verbas. 
Em 1994, Morrison lançou um álbum solo, Reflect on This. 
Em 1996, foi convidada a aderir a banda The Damned, após o baixista Paul Gray ser ferido por um fã num concerto. Nesse mesmo ano Morrison casou com o vocalista Dave Vanian. Após dar à luz Emily Vanian, em 2004, Morrison aposentou-se do The Damned. Stu West assumiu como baixista do grupo. Não está claro se Morrison irá eventualmente voltar a tocar ou não. 